# Frauen in Guerillabewegungen
Frauen schlossen sich in der zweiten Hälfte des 20. Jahrhunderts vermehrt Guerillabewegungen an, die den Umsturz politischer Systeme zum Ziel hatten. Ihre Teilnahme an Kämpfen der Guerilla ist signifikant höher als in staatlichen Streitkräften.

## Überblick
Die Teilnahme von Frauen an Guerillaaktivitäten wuchs seit den 1960er Jahren (null bis 20 Prozent) um ein Vielfaches an und hatte in den 1980er Jahren zwischen 25 und 33 Prozent erreicht.
In der nicaraguanischen Frente Sandinista de Liberación Nacional (FSLN; gegründet 1961) betrug der Anteil der Kämpferinnen etwa 30 Prozent mit einem hohen Frauenanteil in der militärischen Führung. Die Frente Farabundo Martí para la Liberación Nacional (FMLN; gegründet 1980) in El Salvador hatte etwa 40 Prozent weibliche Mitglieder, 30 Prozent Kombattantinnen und 20 Prozent der Comandantes waren Frauen. Die Ejército Zapatista de Liberación Nacional (EZLN; gegründet 1994) im mexikanischen Chiapas verzeichnete etwa ein Drittel weiblicher Kombattanten. Der Frauenanteil im kubanischen Guerillakampf von 1959 wird auf 5 Prozent geschätzt. Auch in Mosambik nahmen Frauen in den 1960er und 1970er Jahren an den Guerillakämpfen der Frelimo teil.
Auch in kurdischen und palästinensischen Guerillabewegungen waren und sind Frauen aktiv.
Untersuchungen zeigen, dass Frauen, die sich Guerillabewegungen anschließen, häufiger der urbanen Oberschicht angehören, einen höheren Bildungsgrad erreicht haben und jünger (das heißt frei von familiären Pflichten) sind, als männliche Guerilleros.

## Gründe für die Teilnahme an Guerillabewegungen
Vor allem in Lateinamerika galten Frauen als Wählerinnen, die von der katholischen Kirche beeinflusst konservativen Kandidaten und Kandidatinnen Vorschub leisteten. Frauen hatten eine höhere Analphabetismusquote als Männer und waren von politischen Veränderungen durchschnittlich stärker betroffen als Männer. Aufgrund dieser Voraussetzungen waren Lateinamerikanerinnen bis in die 1950er Jahre eher bereit, eine stabile Diktatur zu unterstützen als eine unstabile Demokratie. Das Aufkommen der Befreiungstheologie seit den 1960er Jahren, die eine Alternative zum katholischen Dogmatismus lieferte und zum bewaffneten Kampf gegen weltliche Unterdrückung aufrief, veränderte die Situation.

## Fallbeispiel: FSLN in Nicaragua
In Nicaragua bekamen Frauen 1955 durch die Diktatorenfamilie Somoza das Wahlrecht zugesprochen; zudem versuchten die Herrschenden durch wiederholten Verweis auf den Wert der Familie und die Betonung einer herausragenden Stellung ihrer weiblichen Familienmitglieder die Gunst der Bürgerinnen zu gewinnen. Diese Taktik ging angesichts des geringen Belangs von Wahlrecht in einem autoritär geführten Staat und dem Jahrzehnte währenden Ausschluss von Bürgerinnen und Bürgern von politischer Mitbestimmung nicht auf.
Strukturelle Veränderungen in der Kirche und neue Guerillastrategien begünstigten den Einstieg von Frauen in die Befreiungsbewegung FSLN: Die im Land neu entstehenden befreiungstheologischen Basisgruppen proklamierten radikale Gegenmaßnahmen zur Diktatur. Eine der vielen Frauen, die sich durch die Befreiungstheologie politisierten, ist Dorotea Wilson, die in den 1990er Jahren eines der drei weiblichen Mitglieder des nationalen Direktoriums der FSLN wurde. Die FSLN legte in den späten 1960er Jahren ihre vormalige, auf der Fokus-Theorie basierende Strategie ab und setzte auf Massenmobilisierung. Dieser Strategiewechsel hatte einen breiten Eintritt von Personen in die FSLN zur Folge, die zuvor aus verschiedenen Gründen für den bewaffneten Kampf nicht in Frage gekommen waren (z. B. keine Erfahrung mit Waffen, zu hohes oder zu geringes Alter, fehlende örtliche und zeitliche Flexibilität, körperliche Behinderung). Unter den Neuzugängen, die vor allem aus den Städten stammten, befanden sich viele Frauen. Ein besonders erfolgreiches Anwerbefeld für neue Guerillakämpferinnen und -kämpfer war das universitäre Umfeld, aus dem heraus auch die spätere sandinistische Gesundheitsministerin Dora María Téllez in die Reihen der FSLN rekrutiert wurde.
Nach der Aussage vieler beteiligter Guerilleras, bestand in der FSLN im Zeitraum des Kampfes gegen Somoza keine Geschlechterhierarchie. Dorotea Wilson berichtet:

„Wir teilten, was wir hatten. Wir verteilten die Kochpflichten, das Waffenputzen und die Verantwortlichkeiten im Kader … Es gab zwar kein Gender-Bewusstsein in der Guerilla, aber eine unglaubliche Solidarität. Jeder, ob Mann oder Frau, hätte ja in jedem Moment getötet werden können.“

Eine weitere strategische Neuerung innerhalb der FSLN war der Übergang von einem rein militärischen Vorgehen hin zu einer politisch-militärischen Strategie, die den Einbezug oder die Neugründung von gesellschaftspolitischen Untergruppierungen der FSLN vorsah. 1977 wurde die sandinistische Frauenorganisation AMPRONAC gegründet, die sich 1979 zu AMNLAE umbenannte.
Nach dem Sieg der FSLN im Juli 1980 integrierten sich die Guerilleras in die neu gegründete staatliche Streitkraft Nicaraguas (ESP). 1980 waren sechs Prozent der Offiziere weiblich und 40 Prozent des Gesamtkorpus.

## Palästinensische Organisationen

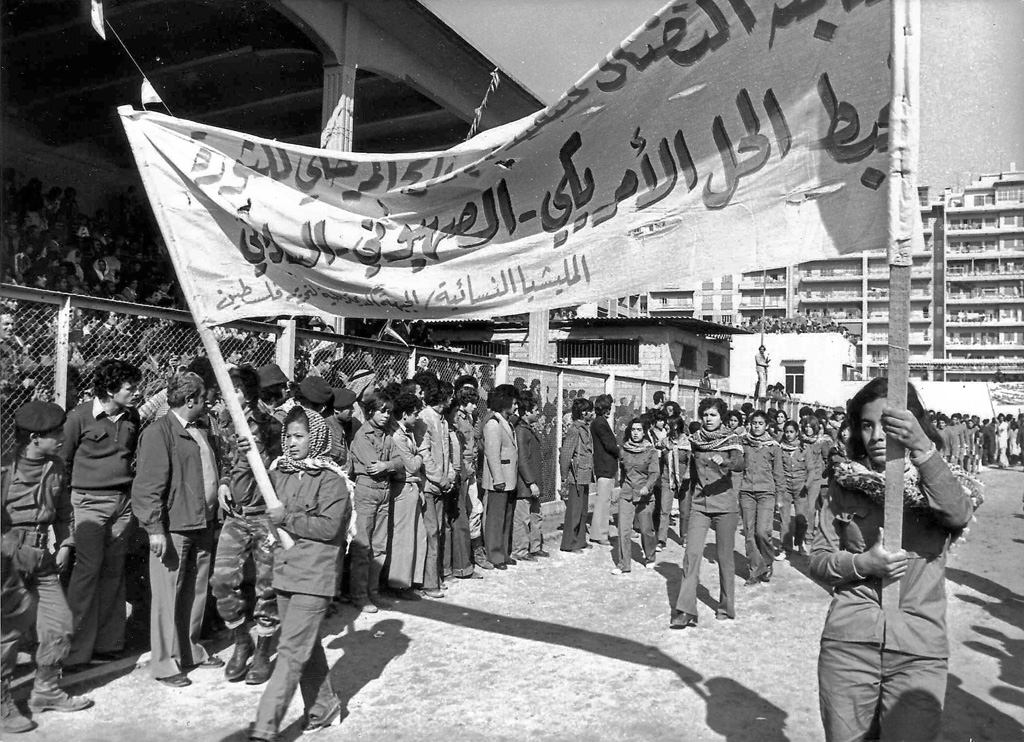
Milizionärinnen der DFLP in West-Beirut

In den 1950/60er Jahren begannen auch Frauen, in den palästinensischen Organisationen wie Fatah oder der Bewegung Arabischer Nationalisten aktiv zu werden. Die Schwierigkeiten, auf die sie dabei stießen, beschreibt Leila Chaled:

„Meine Mutter war strikt dagegen, dass Mädchen der Familie an politischen Aktivitäten teilnehmen sollten. Sie hatte nichts dagegen, dass Bruder Mohammed selbst im Schützengraben stand...oder...dass er manchmal für Wochen verschwand, um politisch zu arbeiten. Mohammed war ein Mann...Sie fügte hinzu, es ginge ihr nicht so sehr um sie, aber was würden die Nachbarn über ‚Frauen in der Politik‘ sagen! Mutter wusste, dass gesellschaftliche Ächtung das Resultat wäre, wenn eine von uns aus dem Rahmen fiele. Meine Schwestern versicherten ihr, dass sie reif genug seien, um die Verantwortung für sich selbst zu übernehmen. Außerdem handele es sich bei den Männern um vernünftige junge Herren mit hohen Prinzipien. Keiner von ihnen würde sich an einem Mädchen vergreifen, ganz bestimmt nicht an Genossinnen. Aber Mutter war nicht zu überzeugen. Vater war ein bisschen misstrauisch, aber er war unseren Positionen gegenüber aufgeschlossener, und (...) er und Mohammed  überredeten meine Mutter erfolgreich, die politische Arbeit meiner Schwestern nicht zu stören. Da meine Schwestern die Erlaubnis hatten, politisch zu arbeiten, wusste ich, dass auch ich schließlich die Erlaubnis bekommen würde.“

1965 gründete sich unter dem Dach der PLO die Generalunion palästinensischer Frauen (GUPW), in der die Ehefrauen von führenden PLO-Politikern dominierten. Die soziale Stellung der Frau in der arabischen Gesellschaft stellte sie zunächst nicht in Frage. Erst nach der Niederlage im Sechstagekrieg radikalisierten sich die palästinensischen Organisationen. Von da an nahmen Frauen wie Leila Chaled, Amina Dabur oder die 1969 ums Leben gekommene Shadia Abu Ghazala auch an bewaffneten Aktionen teil. In speziellen Frauencamps in Jordanien und Libanon ließen sich Palästinenserinnen für den bewaffneten Kampf trainieren.

„Für eine Palästinenserin war es ein revolutionärer Akt, sich aktiv in den bewaffneten Kampf zu begeben. Waffen sind ein Monopol der Männer. ...Indem sie gegen Israel zu den Waffen griffen, standen sie gleichzeitig gegen die eigene Gesellschaft und deren unterdrückerische Traditionen auf.“

Die Männer in den politischen Organisationen wiesen den Frauen aber, entsprechend ihrem patriarchalen Verständnis vom nationalen Befreiungskampf, nur beschränkte Aufgaben zu. Viele Männer in den Guerillaeinheiten glaubten, der Beitrag ihrer Mitkämpferinnen bestehe im Essen- und Teekochen. Nach dem Ende ihrer militärischen Ausbildung wurden Frauen manchmal wieder nach Hause geschickt. Auch liefen sie Gefahr, in den männlich dominierten Guerillaeinheiten fernab von der Familie ihren «guten Ruf» zu verlieren. Manche Organisationen gründeten deshalb in den 1970er Jahren reine Fraueneinheiten, die aber nach wenigen Monaten wieder aufgelöst wurden oder keine Waffen erhielten. Deshalb kämpften bald nur noch wenige Frauen in den Kommandos der DFLP und PFLP. Als die palästinensischen Flüchtlingslager im Libanon bedroht waren, wie im Libanonkrieg 1982 oder im libanesischen «Krieg der Lager» von 1985 bis 1987, griffen aber auch viele Frauen zu den Waffen.
Im Jahr 2009 sollen 40 Frauen am militärischen Training der DFLP im Gazastreifen teilgenommen haben.

## Kurden im Irak
Seit 1975 nahmen vereinzelt auch Frauen in Irakisch-Kurdistan als Kämpferinnen an der Peschmerga-Guerillabewegung der Patriotischen Union Kurdistans teil. Manchmal mussten sie vor politischer Verfolgung durch die irakische Geheimpolizei zu den Peschmerga flüchten und entschlossen sich, an deren Kampf teilzunehmen. Die Führung der PUK nahm dies eher zurückhaltend auf. Von ihren männlichen Mitkämpfern wurden sie aber akzeptiert, wie eine Teilnehmerin berichtet:

„Diese Mädchen versuchten sehr zu beweisen, dass sie eine Existenzberechtigung hatten. Dieser Stützpunkt, auf den wir zugewiesen wurden, wir versuchten, das Dach zu räumen, wenn es geschneit hatte...(Es gab) Eine Reihe von schweren Arbeiten. Diese Mädchen versuchten, sie gut zu erledigen, damit gesagt wurde, sie konnten einen Stützpunkt haben und ihn allein instand halten. Sehr oft, wenn es schneite, kamen Peschmerga von anderen Häusern, um zu helfen. Wir lehnten das ab. Wir können das selber tun. ... Ich hatte ein Funkgerät für den Kontakt. Der Kampf dauerte so zehn Tage. Ich saß auf dem höchsten Gipfel eines Berges. ... Es war sehr kalt. An diesem Kampf nahm ich ganz normal teil. Was die Peschmerga machten, machte ich auch. Und ganz natürlich habe ich meine Rolle gespielt. Ich war nicht weniger als ein Junge, und das habe ich gefühlt. ... Die eine Front hatte Kontakt zur anderen über dasjenige Funkgerät, das in meinen Händen war. Schließlich fühlte ich, als ich Kontakt zur Front und zu den Jungs hatte. Sehr oft ergriff sie noch mehr Eifer, als  sie merkten, eine Frau ist am Gerät. Und sie freuten sich und unterbrachen mich: „Bist du ein Mädchen?“ „Ja.“ Sie freuten sich sehr, die Peschmerga.“

1996 stellte die PUK ein ausschließlich aus Frauen bestehendes Regiment auf, die Hêz-î Pêšmerge-î Jinan. Die Initiative dazu ging von den Frauen selbst aus. Als Motiv nannten sie das Gefühl der Ohnmacht im vom Krieg erschütterten Kurdistan:

„Sehr oft gab es da Strassenkämpfe. ...Ich wußte als Frau nicht, wie ich mich schützen sollte...Deshalb sollte eine Frau lernen, sich  selbst zu verteidigen“

Schnell ersuchten hunderte Frauen im Alter zwischen 18 und 40 um Aufnahme in das Bataillon. Zunächst stammten die meisten aus ärmlichen und ländlichen Verhältnissen und waren Analphabetinnen. Viele hatten zudem in Nachbarschaft zu den Peschmerga gelebt. Sie erhielten in der Einheit einen recht guten Sold sowie eine militärische Ausbildung und politische Schulungen. Zunächst kamen sie an Checkpoints zum Einsatz. Mit der Zeit absolvierten auch immer mehr städtische junge Frauen eine militärische Grundausbildung. Die Beteiligten bekundeten ein gewachsenes Selbstbewusstsein und traten selbstsicher in der Öffentlichkeit auf. Kritisiert wurde aber die eher unzureichende militärtechnische Ausstattung der Einheit mit AK-47-Maschinengewehren.
2003 nahm das Bataillon in Kirkuk und Chanaqin an der Operation Iraqi Freedom teil. Heute sind sie Teil der regulären Streitkräfte der Autonomen Region Kurdistan und haben 600 Mitglieder. Sie beteiligen sich an der Ausbildung von Polizei- und Grenztruppen und bieten Weiterbildungsmöglichkeiten für ihre Mitglieder an.